# Peniocereus greggii
Peniocereus greggii är en kaktusväxtart som först beskrevs av Georg George Engelmann, och fick sitt nu gällande namn av Nathaniel Lord Britton och Joseph Nelson Rose. Peniocereus greggii ingår i släktet Peniocereus och familjen kaktusväxter.

## Underarter
Arten delas in i följande underarter:
- P. g. greggii
- P. g. transmontanus

## Bildgalleri

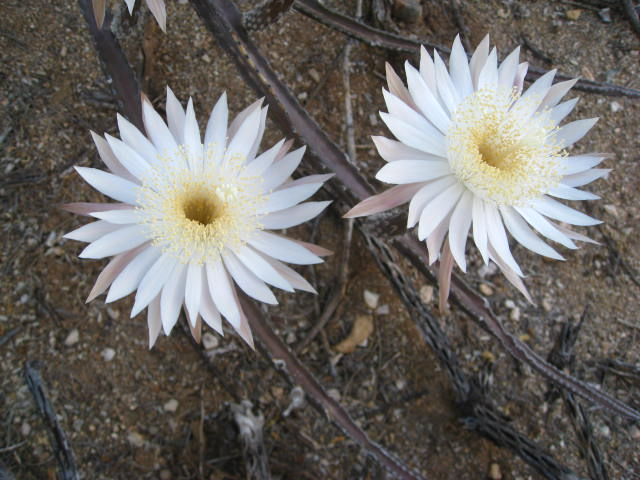
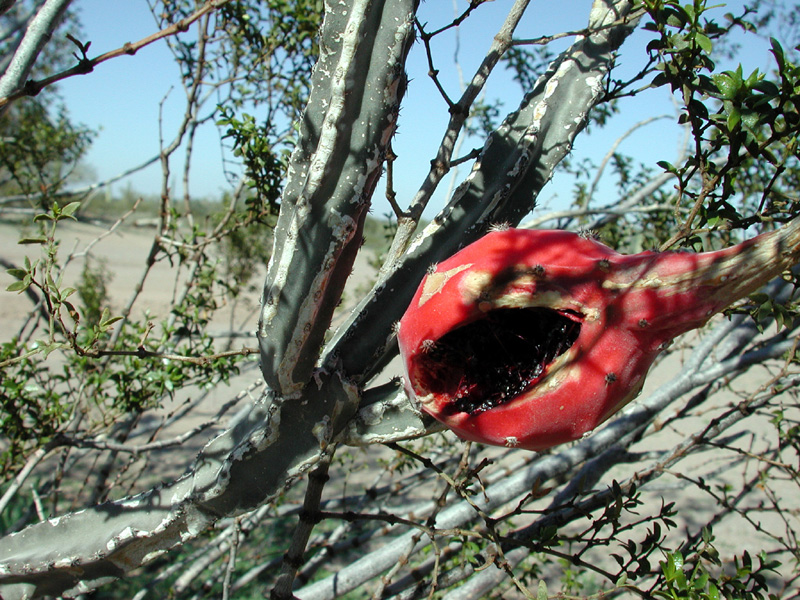
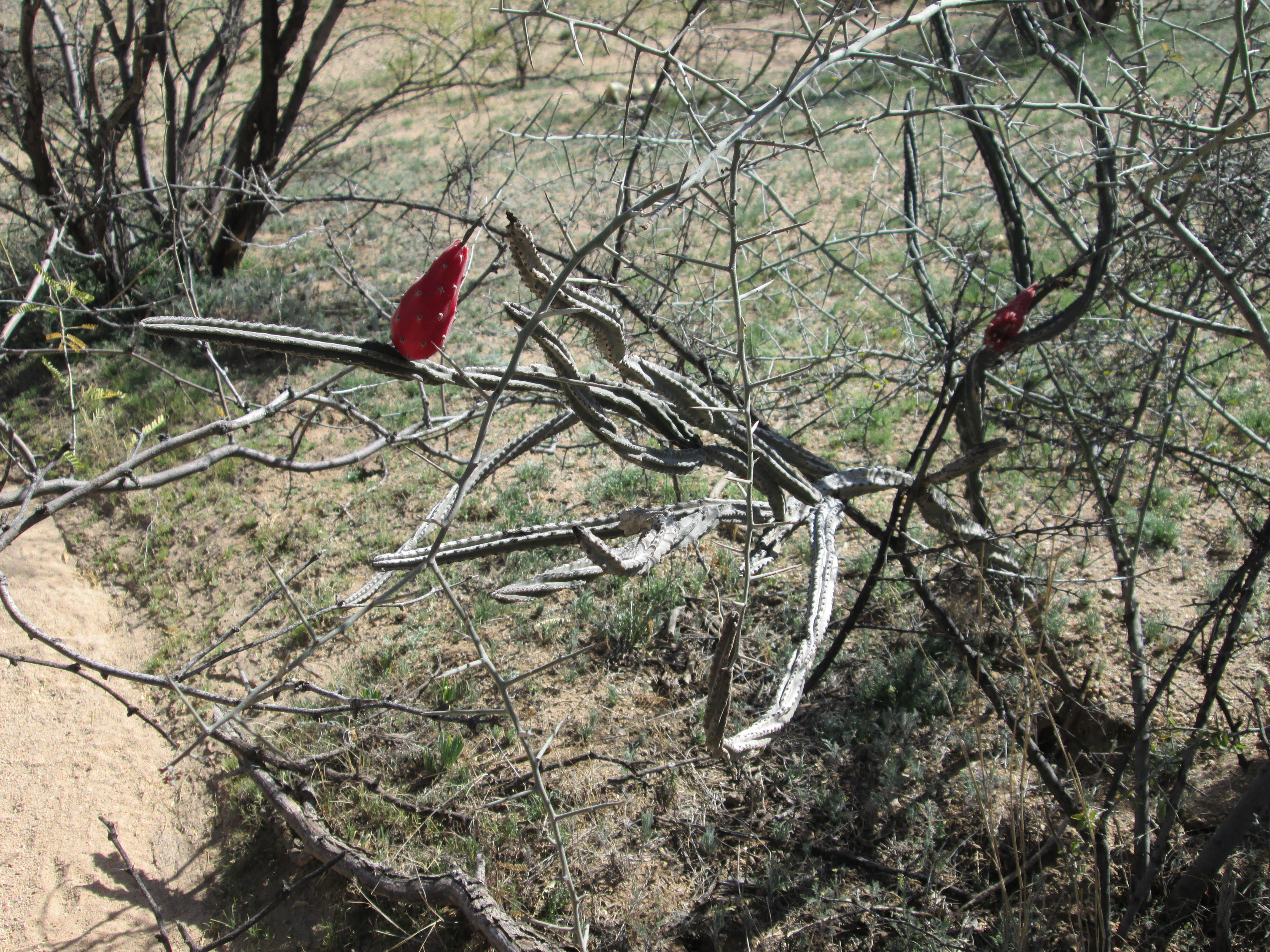